# Ofensiva de Asturias
La ofensiva de Asturias fue el ataque ejecutado durante la guerra civil española por las tropas sublevadas en septiembre de 1937 contra el reducto republicano situado en la región de Asturias, último territorio no tomado por el bando sublevado en la costa del Mar Cantábrico. En inferioridad numérica y atrapadas en una zona de reducida extensión (aunque de agrestes montañas) las fuerzas del Ejército Popular no pudieron resistir por mucho tiempo el avance franquista que disponía de mayores medios de combate en cuanto a artillería y aviación.

## Antecedentes
Tras las derrotas republicanas en Bilbao y en Santander, el territorio leal a la República en la costa Cantábrica, popularmente denominado Frente del Norte por ambos bandos, quedó reducido a un enclave constituido por la casi totalidad de Asturias, a excepción de Oviedo y el corredor terrestre que conectaba esta ciudad con Galicia, territorio en poder de los sublevados desde octubre de 1936.
Desde marzo de 1937 los rebeldes habían iniciado su ofensiva en el Norte en dirección este-oeste,lo cual causaba que su avance alejase cada vez más al enclave republicano cantábrico del resto de la zona bajo control de la República. Asimismo, las ofensivas del bando republicano de junio y julio de 1937 (Batalla de Brunete primero y la Ofensiva de Zaragoza después) no habían aliviado la presión de los sublevados sobre el Frente Norte. La caída de Santander en poder de los rebeldes el 26 de agosto de 1937 concentró a todas las tropas republicanas de la zona cantábrica en Asturias, la región más alejada del resto de la España republicana, lo cual dificultaba sobremanera la comunicación rápida y el envío de refuerzos de aviación y artillería para resistir. La principal fuerza republicana era el XVII Cuerpo de Ejército al mando del Teniente coronel Linares Aranzabe, que disponía de 35.000 hombres, 600 ametralladoras y 150 piezas de artillería; los republicanos también contaban con los restos del XIV Cuerpo de Ejército de Francisco Galán que había logrado escapar del cerco en Santander, que solo disponía de 8.000-10.000 efectivos y 30 piezas de artillería.

## Desarrollo de las operaciones

### Comienza el asalto
Los mandos del bando sublevado tomaron un descanso muy breve tras entrar en Santander y ya a finales de agosto comenzaron los preparativos para la ofensiva sobre la montañosa Asturias. El 1 de septiembre volvían a ponerse en marcha las operaciones militares. Mientras tanto, en Gijón los líderes provinciales republicanos formaron el Consejo Soberano de Asturias y León, con sede en Gijón. Esta nueva institución, dirigida por el minero y sindicalista Belarmino Tomás, consideró que las urgencias bélicas les impedían conducirse en el normal acatamiento a la autoridad del gobierno republicano de Juan Negrín, y declaró a Asturias territorio «soberano». El Consejo Soberano destituyó al general Mariano Gamir como jefe del Ejército del Norte y las tropas republicanas quedaron bajo el mando del coronel Adolfo Prada Vaquero, que desde el 29 de agosto asume el mando. Prada Vaquero intentó reorganizar sus fuerzas, unas diez divisiones, lo mejor que pudo dadas las circunstancias, contando con la ayuda de su jefe de Estado mayor, el comandante Francisco Ciutat.
El 5 de septiembre de 1937 las avanzadillas de los sublevados, formadas por la I Brigada de Navarra del general José Solchaga, chocaron contra una feroz resistencia republicana en el paso monañoso de El Mazuco, iniciándose ese mismo día la conocida como Batalla de El Mazuco. Son varias unidades del XIV Cuerpo de Ejército de Galán las que se encuentran luchando en este sector, entre ellos el veterano Batallón Isaac Puente. Tras una tenaz resistencia republicana, los franquistas pudieron eliminar las defensas republicanas tras muchos días de combate y el 22 de septiembre las últimas tropas republicanas debieron retroceder, dejando abierta una vía de entrada a Asturias para los sublevados. Las tropas navarras se hicieron con El Mazuco solo después de treinta y tres días de sangrientos combates. Mientras tanto, el sector sur —el de los puertos de Montaña— estaba guarnecido por la división «C» que mandaba el mayor de milicias Luis Bárzana, que logró retrasar el avance de las fuerzas del general Aranda.
Inicialmente la esperanza republicana era contener a los atacantes en las montañas al menos hasta la llegada del invierno a finales de año, lo que dentendría el avance de los sublevados. Pero a medida que se desarrollaban las operaciones militares, esta posibilidad se torna prácticamente inviable. 
La aplastante superioridad numérica de las tropas rebeldes, junto con una acertada estrategia lograron abrir el avance de las tropas, favorecidas por la casi total ausencia de la aviación republicana que pudiera detenerlos. Y ello a pesar de que en el montañoso relieve asturiano la aviación rebelde, ayudada por la Legión Cóndor, debía esperar que sus enemigos se concentrasen en una zona despejada para poder atacarlos eficientemente. Al cesar la resistencia republicana en El Mazuco, los rebeldes avanzan hacia el centro mismo de la zona republicana en Asturias y el 27 de septiembre las tropas de la I Brigada Navarra toman Ribadesella, luego el 1 de octubre los rebeldes entran en Covadonga, pudiendo amenazar el camino de todas las tropas de la República que se replieguen hacia Gijón. El 14 de octubre, tras seis semanas de combates, los principales picos y posiciones estratégicas seguían en manos republicanas. Incluso algunos picos en la montaña leonesa siguen controlados por unidades republicanas.
En el interior de Asturias la defensa republicana se endurece, favorecida por el terreno montañoso, pero la inferioridad numérica, y especialmente la falta de municiones y protección aérea no permite detener por mucho tiempo a los ataques de los rebeldes: el 10 de octubre las tropas franquistas ocupan las dos márgenes del río Sella y al día siguiente los republicanos pierden Cangas de Onís. El general republicano Mariano Gamir Ulibarri comentaría más tarde que durante la campaña de Asturias se produjeron muy pocas deserciones en las filas republicanas hacia las líneas "nacionales", especialmente si se tiene en cuenta el elevadísimo número de desertores que hubo durante la batalla de Santander. Sin embargo, lo cierto es que en Asturias la severidad y disciplina en las unidades republicanas fueron muy estrictas. La situación militar del Ejército republicano en Asturias cada vez era peor, lo que se tradujo en castigos ejemplares. El general Prada llegó a ordenar la ejecución de tres comandantes de brigada, seis comandantes de batallón, y otros doce oficiales para mantener la disciplina entre sus tropas.
Llegando amenazar no solo con fusilar a los desertores, si no a toda su familia.

### La campaña aérea
Durante la ofensiva de Asturias los aviones de la Legión Cóndor, unos 50, se centraron en el bombardeo de los puertos, especialmente los de Gijón y Avilés para impedir que las tropas republicanas recibieran ayuda, o, en última instancia, pudieran escapar. Durante las primeras semanas la Legión Cóndor estuvo destinada en el Frente de Aragón, y su ausencia impidió a los generales explotar un rápido avance. Cuando regresó al Frente norte, su presencia se hizo notar. Los primeros ataques de la Legión Cóndor a los puertos de Gijón y Avilés se habían producido a finales de agosto, hundiendo dos barcos mercantes y dañando otros. También resultó afectado el submarino republicano C-4 que marchó hacia Burdeos para reparar las averías pero ya no regresó. Los bombardeos de agosto sobre Gijón provocaron las últimas represalias por bombardeos de la guerra civil. Cada vez que el puerto o la ciudad eran bombardeadas se fusilaba en la cubierta del barco prisión Luis Caso de los Cobos a varias decenas de los 500 detenidos derechistas, entre ellos algunos sacerdotes, que estaban allí recluidos.

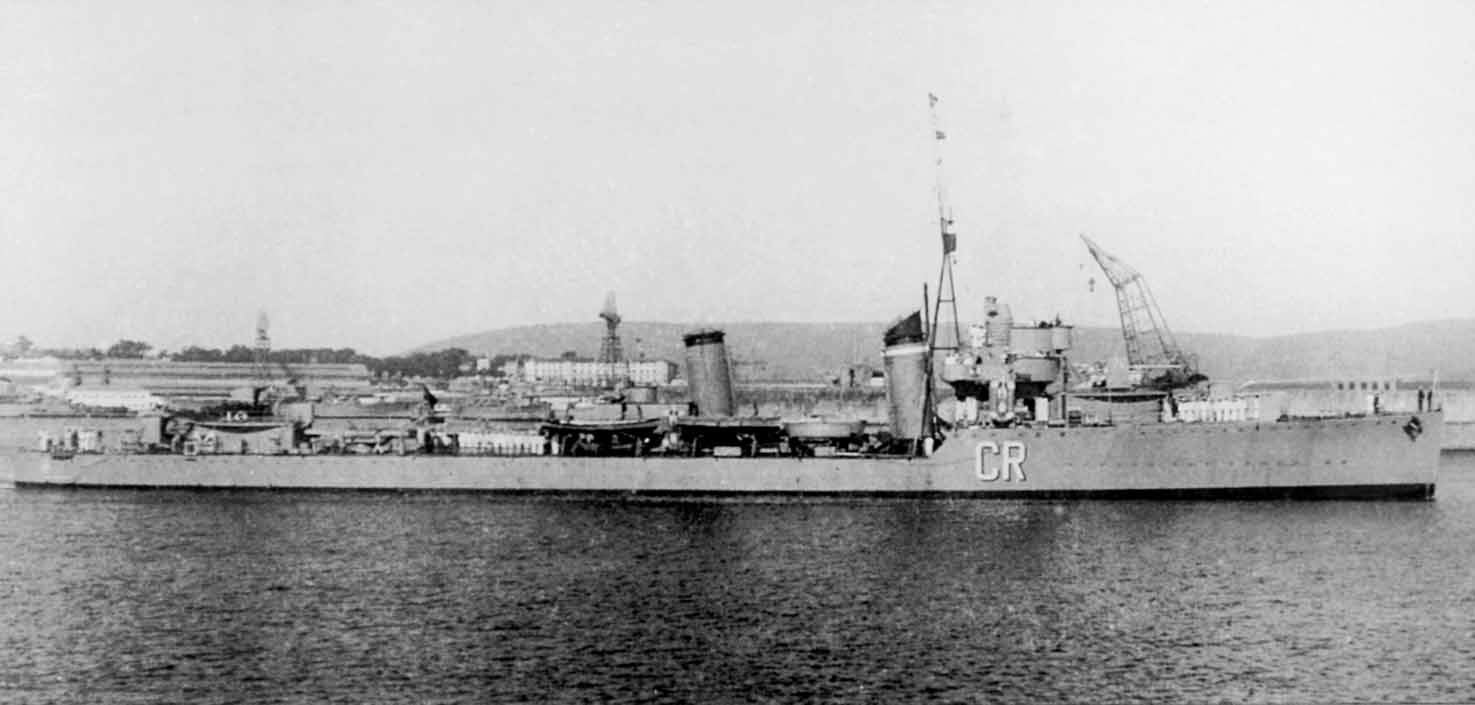
Fotografía del destructor Císcar, hundido en el puerto de El Musel el 20 de octubre.

Los alemanes pusieron a prueba la nueva técnica del «Bombardeo en alfombra», que consistía en el bombardeo de objetivos terrestres mediante ataques por concentración, sobrevolando en formación cerrada y a baja altura. En un terreno extremadamente montañoso como Asturias, nuevas técnicas de ataque demostraron ser muy eficaces. A medida que la campaña de Asturias se acercaba a su final los bombardeos sobre la ciudad de Gijón y su puerto de El Musel se intensificaron (sufrió bombardeos el 7, el 17, el 18 y 19 de octubre; este último día fue alcanzado el submarino republicano C-6 que fue remolcado al exterior del puerto y hundido). El día 20 de octubre los bombarderos Heinkel He 111 de la Legión Cóndor hundieron el destructor Císcar anclado en el puerto, con lo que las posibilidades de huida de los dirigentes republicanos asturianos más señalados desaparecieron. El día anterior el ministro de Defensa, Indalecio Prieto, había dado órdenes para que el destructor zarpara de inmediato, pero varias contraórdenes de mandos intermedios y el caos del momento lo mantuvieron en el puerto.

### Hundimiento del frente
En la mañana del día 15 de octubre los franquistas dirigidos por el general Antonio Aranda se unen a las fuerzas de Solchaga en Infiesto, arrinconando a los republicanos entre Pola de Laviana y Villaviciosa. Desde el 17 de octubre el Consejo Soberano de Asturias y León había calculado la posibilidad de una evacuación final, pero el rápido avance de los rebeldes impide sostener la resistencia. Tras la caída de Infiesto y la unificación de las dos columnas de tropas franquistas, Gijón se hallaba vulnerable a un ataque directo de los sublevados. La ciudad tampoco tenía opciones viables de sostener la defensa por más tiempo ante la falta de municiones y la desmoralización de los soldados, especialmente por los cada vez más numerosos casos de insubordinación de reclutas que se niegan a ir a luchar al frente.
Para el 20 de octubre resulta evidente que la caída de Gijón es cuestión de horas y el Consejo Soberano de Asturias y León convoca a su última reunión al mediodía, con la presencia del propio coronel Prada. El Consejo ordena la evacuación inmediata por vía marítima a las 14 horas del mismo 20 de octubre, comprendiendo refugiados civiles y jefes militares, operativo que se desarrolló bajo el hostigamiento de la Armada sublevada. Ese mismo día la quinta columna franquista hace su aparición y entra en acción en Gijón, apoderándose por la fuerza de algunos edificios públicos. Algunos mandos militares y políticos republicanos —entre ellos, el coronel Francisco Galán, Belarmino Tomás y el dirigente anarquista Segundo Blanco— ya han huido por vía marítima o vía aérea. Los asesores soviéticos huyeron a través de los pocos aviones que todavía estaban operativos. Adolfo Prada logró huir junto a otros muchos refugiados a bordo de un navío británico. Antes de acabar el día 20, alrededor de veintidós batallones republicanos se rindieron. El jefe de la Fábrica de armas de Trubia, el coronel José Franco Mussió, acordó entregar la fábrica intacta y a continuación se rindió.
La tarde del 21 de octubre, las tropas franquistas de la IV Brigada de Navarra tomaron los últimos bastiones republicanos de Avilés y de Gijón, donde redujeron los nidos de resistencia de los soldados republicanos que no pudieron ser evacuados. Cuando los franquistas ocuparon finalmente Gijón se encontraron con una "visión dantesca" del puerto por la cantidad de buques hundidos o semihundidos que había en él. Para el 27 de octubre de 1937 toda Asturias estaba en poder de los franquistas, poniéndose fin así a la Campaña del Norte iniciada siete meses antes.

## Consecuencias
Tras la conquista de Asturias, la represión de los sublevados fue muy dura. Solo en Oviedo unos mil prisioneros republicanos fueron fusilados. En otros casos, los presos republicanos fueron enviados a batallones de trabajo, a los campos de concentración franquistas, o se vieron obligados a unirse al Ejército franquista (alrededor de 100.000). Además, con la conquista de la franja cantábrica el bando sublevado pasó a controlar el 36% de la producción industrial española, el 60% de la producción de carbón y la casi totalidad de la producción de acero. La caída de Asturias también permitió a la Armada franquista poder trasladarse al Mar Mediterráneo para reforzar a las unidades que ya se encontraban allí hostigando a las líneas de suministro de la República. Sin embargo, numerosos soldados republicanos que no habían sido hechos prisioneros o que no se habían rendido, se escondieron en las montañas asturianas y formaron partidas de guerrillas que mantendrán un hostigamiento severo y constante contra las autoridades franquistas, al punto que el orden público en la zona recién ocupada Asturias quedará en manos del ejército franquista por seis meses más. La actividad guerrillera supuso una demora en posibles nuevas ofensivas del bando sublevado.